# Тармо, Руут Юльевич
Ру́ут Та́рмо (эст. Ruut Tarmo, настоящие имя и фамилия — Ха́ральд Ру́дольф Клейн); 26 апреля 1896, Юрьев, Лифляндская губерния, Российская империя — 28 января 1967, Таллин, Эстонская ССР — эстонский и советский актёр театра и кино. Заслуженный артист Эстонской ССР (1959). Народный артист Эстонской ССР (1966).

## Биография
Театральную карьеру начал на сцене родного города в 1912 году. В 1914 году был приглашён в престижный театр Ванемуйне, с которым гастролировал по разным странам мира (дважды выступал в Лондоне), позже — артист Эстонской национальной оперы, театра «Эстония», с 1949 — Таллинского драматического театра.
В 1927 году состоялся его дебют в кино. Сыграл роль в немом фильме режиссёра Теодора Лутса «Noored kotkad» («Молодые орлы»), посвящённого солдатам эстонской войны за независимость 1918—1920 гг.
После присоединения Эстонии к СССР, в числе многих деятелей культуры и интеллектуалов, Руут Тармо был арестован советскими властями и приговорен к тюремному заключению.
После освобождения, ему было запрещено заниматься искусством. Лишь после смерти Сталина этот запрет был снят и Тармо вернулся на сцену и экран. С 1922 по 1966 год сыграл более 215 ролей.
Тармо оставался популярным эстонским актёром театра и кино вплоть до своей смерти в Таллине в 1967 году.

## Награды и звания
- Заслуженный артист Эстонской ССР (1959).
- Народный артист Эстонской ССР (1966).